# Стилизация
Стилизация е термин, който в контекста на изобразителното изкуство и литературата се ползва с различни значения.

## Стилизация в изобразителното изкуство
В изкуството терминът „стилизация“ означава опростяване и обобщаване на изобразяваните обекти – хора, животни, растения, предмети – чрез извеждане на преден план на техните най-характерни елементи за сметка на други, по-специфични детайли. Стилизацията придава на елементите от една композиция абстрактност и условност. Силно застъпена е в приложните и декоративните изкуства.

## Стилизация в литературата
В литературата терминът „стилизация“ означава съзнателно и целенасочено наподобяване на стила на даден писател, жанр, литературно течение или цяла епоха, с цел да се постигне определен речеви или исторически колорит и у читателя да бъдат породени определени асоциации и усещания. Ако не се прилага с мярка, стилизацията постига обратен ефект, като създава усещане за изкуственост, предвзетост и езиков маниеризъм или гротеска.
Различават се основно два вида литературна стилизация: жанрова и историческа.
- При жанровата стилизация подражанието включва употреба на присъщите за даден литературен жанр изразни и стилистични похвати.
- При историческата стилизация се използват специфични за определена историческа епоха лексикални и синтактични конструкции. Примери за историческа стилизация е насищането на речта с архаизми, библеизми, изрази от народната разговорна практика или таен говор (арго).

В българската литература стилизацията е характерна за творчеството на Петко Ю. Тодоров и Николай Райнов.